# Listă de medici (alfabetică)
Aceasta este o listă în ordine alfabetică a unor personalități notabile din istoria medicinei.

## Antichitate
- Imhotep (c. 2650 î.Hr.) – arhitect și medic egiptean
- Susruta (c. 500 î.Hr.) - medic indian
- Aegimus - medic grec
- Democede din Crotone (sec. VI-V î.Hr.) - medic grec,
- Alcmeon din Crotone (sec. V î.Hr.) - medic grec, unul din pionierii disecției
- Epicarmos din Kos (540 sau 460 - 450 î.Hr.) - medic grec, cercetător al naturii
- Hippocrate (c. 460–370 î. Hr.) - medic grec, cel mai mare medic al antichității, i se atribuie Jurământul lui Hippocrate
- Areteus din Capadocia (sec. V î.Hr.) - medic grec, a scris un tratat asupra bolilor
- Ctesias (sec. V î.Hr.) - medic grec, celebru mai ales pentru relaterea călătoriilor efectuate în Persia, India
- Herodicos din Selimbria (sec. V î.Hr.) - medic grec, exponent al școlii medicale din Knidos, subliniază, pentru prima dată importanța exercițiilor fizice (a gimnasticii) pentru sănătate
- Herophilos din Calcedonia (335, 331 sau 330 - 280 î.Hr.) - medic grec, fondatorul școlii medicale din Alexandria, primul mare specialist în anatomie
- Erasistrate din Keos (c.305 - c.250 î.Hr.) - medic grec, a fondat școala medicală din Alexandria
- Gaius Stertinius Xenophon (sec. I d.Hr.)
- Aulus Cornelius Celsus (c. 25 î.Hr. - 50 d.Hr.) - medic-enciclopedist roman, supranumit Hippocrate al latinilor și Cicero al medicinei
- Soranus din Efes (53 - 117) - medic grec, reprezentant al școlii "metodiștilor"
- Dioscoride Pedanios (40? - 90? d.Hr.) - chirurg și farmacist grec
- Hua Tuo (110 - 207/208?) - medic chinez; i se atribuie descoperirea narcozei și a tehnicii deschiderilor abdominale
- Charaka (c. 120 d.Hr.) - medic indian
- Galenus (c. 129 - 199) – medic și anatomist greco-roman
- Oribasios (c. 325 - c. 395 d.Hr.) - medic grec, primul mare medic bizantin
- Vagbhata (c. 600 d.Hr.) - medic indian

## Evul Mediu
- Alexander von Tralles (525-605)
- Geber (721 - 815) - medic, savant arab
- Al-Kindi (801 - 873) - medic, savant arab
- Hunayn ibn Ishaq (809 - 873) - medic, savant asirian
- Al-Balkhi (850 - 934) - medic și savant persan
- Al-Razi (865-925) – medic și filozof persan, numit "Hippocrate al Orientului"
- Al-Zahrawi (936 - 1013) - medic arab, unul din fondatorii chirurgiei moderne
- Alhazen (965 - 1039) - medic arab
- Avicenna (980 – 1037) – medic, filozof și savant persan
- Trotula (d. 1097)
- Avenzoar (1091 - 1161) - medic arab
- Hildegard von Bingen (1098–1179) – "prima doctoriță germană"
- Averroes (1126 - 1198) - medic, filozof arab
- Maimonide, Moise (1135 - 1204) - medic evreu
- Abd al-Latif (1162 - 1231) - medic, savant arab
- Ibn al-Nafis (1210 sau 1213 ? - 1288) - medic, savant arab
- Pietro d'Abano (1250 – 1316) – medic, filozof și astrolog italian
- Dino del Garbo (d. 1327) – medic și filozof italian
- Gentile da Foligno (d. 1348) – medic și filozof italian
- Paracelsus (1493/94–1541)
- Janus Cornarius (1500–1558)

## A
- Angelescu, Nicolae - chirurg, prof. dr. -Timp de șapte ani a fost președintele Societății Române de Chirurgie.In chirurgia românească a avut câteva contribuții printre care și introducerea chirurgiei laparoscopice și endoscopice la București.
- Abadie, Jean Marie Charles (1842 – 1932) – oftalmolog francez
- Abel, Rudolf (1868 - 1942) - bacteriolog german, descoperitorul bacteriei Abel-Löwenberg
- Achard, Emile (1860 - 1944) - medic francez, descoperitor al febrei paratifoide și al sindromului Achard
- Adams, John Bodkin (1899 - 1983) - medic englez
- Adler, Alfred (1870 – 1937) – oftalmolog austriac, fondatorul psihologiei individuale
- Adrian, Edgar Douglas (1889 - 1977) - neurolog englez, premiul Nobel, pentru cercetările în domeniul funcțiunilor neuronale
- Agras, William Stewart (n. 1929) - psihologia nutrițională
- Albers-Schönberg, Heinrich (1865 – 1921) – primul specialist în investigații cu raze Röntgen din Germania
- Albinus, Bernhard Friedrich - medic german
- Albinus, Bernhard Siegfried - medic german
- Alpini, Prospero (1553 - 1617) - medic și botanist italian
- Alzheimer, Alois (1864 – 1915) – psihiatru german, primul care a descris "maladia Alzheimer"
- Angle, Edward H. (1855 – 1930) – ortoped american
- Apgar, Virginia (1909 – 1974) – chirurg și anestezist american, a elaborat așa-numitul "index Apgar" pentru nou-născuți
- d'Arsonval, Jacques-Arsène - medic francez
- Aschoff, Ludwig (1866–1942) – celebru patolog german din prima jumătate a secolului al XX-lea
- Asperger, Hans (1906–1980) – medic pediatru austriac, descoperitorul "sindromului Asperger"
- Assaky, George
- Astruc, Jean (1684 - 1766) - a scris prima descriere a sifilisului
- Axel, Richard - medic american

## B
- Babington, Benjamin Guy - medic englez
- Baccelli, Guido (1832 - 1916) - medic, om politic italian
- Baillon, Henri Ernest - medic francez
- Balthazard, Victor - medic francez
- Banting, Frederick (1891 - 1941) - izolarea insulinei
- Barnard, Christiaan (1922 - 2001) - primul transplant de inimă
- Bartholin, Thomas (1616 - 1680) - medic, anatomist danez; a descoperit sistemul limfatic și a pus bazele științifice ale anesteziei prin refrigerare
- Bang, Bernhard Laurits Frederik (1848–1932) – medic uman și veterinar danez, primul care a descris Bruceloza (Morbus Bang)
- Banting, Frederick (1891–1941) – contribuții la descoperirea insulinei, Premiul Nobel în 1923
- Barnard, Christiaan (1922–2001) - chirurg sud-african, a condus echipa care, în 1967, a realizat primul transplant de inimă
- Basedow, Carl von (1799–1854) – în 1858, a descris pentru prima dată boala care avea să-i poarte numele (Basedow)
- Baumgarten, Johann Christian
- Behring, Emil Adolf von (1854–1917) - medic și cercetător german care a descoperit imunizare contra difteriei, Premiul Nobel pentru Medicină în 1901
- Bergmann, Carl - medic german
- Bergmann, Ernst von (1836–1907) - unul dintre marii chirurgi ai secolului al XIX-lea, "părintele asepsiei"
- Bergmann, Gustav von (1878–1955) – medic internist, fondatorul gândirii "funcționale" în medicină
- Bernard, Claude - medic francez
- Best, Charles (1899 – 1971) – a colaborat la descoperirea insulinei
- Bethune, Norman (1890 - 1939) - dezvoltarea tehnicii chirurgicale militare
- Bezold, Albert von (1836 – 1868) – unul din descoperitorii reflexului "Bezold-Jarisch"
- Bichat, Marie François Xavier (1771 – 1802) - anatomist și fiziolog francez, a pus bazele teoriei tisulare, precursor al medicinei moderne
- Bier, August (1861 – 1949) – chirurg german
- Billroth, Theodor (1829 – 1894) - unul dintre cei mai importanți chirurgi ai secolului al XIX-lea, întemeietorul chirurgiei abdominale și precursor al chirurgiei faringeale
- Bingen, Hildegard von - medic german
- Binswanger, Otto (1852–1929) - psihiatru elvețian (a activat la Jena), cercetări în domeniul nuerasteniei, epilepsiei și isteriei
- Bircher, Eugen (1882–1956) - chirurg elvețian, întemeietorul artroscopiei, chirurg militar
- Black, Greene Vardiman (1836–1915) - stomatolog american
- Bleuler, Eugen (1857–1939) - psihiatru elvețian, realizează prima descriere a schizofreniei (1911)
- Blumenbach, Johann Friedrich - medic german
- Bochdalek, Vincent Alexander (1801–1883) - anatomist ceh
- Boerhaave, Herman (1668-1738) - medic olandez, fondatorul învățământului clinic medical
- Boericke, William (1849–1929) – homeopat nord-american
- Bogorad, F. A. – neuropatolog rus
- Böhler, Lorenz (1885–1973) – chirurg austriac, întemeietorul chirurgiei accidentelor
- Bonhoeffer, Karl (1868–1948) – psihiatru și medic legist german
- Bönninghausen, Clemens Maria Franz von (1785–1864) – pionierul practicii homeopatice
- Borgognoni, Teodorico - anatomist, chirurg italian; utilizarea anesteziei și a antisepticelor
- Börjeson, Mats (n. 1922) – pediatru suedez, primul care a descris sindromul Börjeson-Forssmann-Lehmann
- Braun, Heinrich (1862–1934) – medic german, inovații în domeniul anesteziei
- Bretonneau, Pierre (1778–1862) - medic francez, care în 1826, introduce termenul de "difterie"
- Breuer, Josef (1842-1925)
- Broca, Paul - medic francez
- Bruce, David (1855–1931) - medic și parazitolog australian, cercetări în domeniul brucelozei
- Bücherl, Emil (1919–2001) - chirurg german, cercetări de pionierat în domeniul transplantului de cord artificial

## C
- Cardano, Girolamo (1501 - 1576) - primul care a descris febra tifoidă
- Carrel, Alexis - medic francez
- Carus, Carl Gustav (1789–1869) - ginecolog, anatomist, patolog, psiholog, precursor al medicinei și științelor naturale moderne
- Cesalpino, Andrea (1519 - 1603) - medic, botanist italian
- Cochrane, Archie (1909 – 1988) - întemeietorul medicinei bazate pe dovezi
- Charcot, Jean-Martin (1825– 1893) - cel mai mare medic neurolog al epocii sale
- Chauliac, Guy de - medic francez
- Chiari, Johann Baptist (1817–1854) - obstetrician și ginecolog, unul dintre primii care a descris sindromul "Chiari-Frommel"
- Colombo, Realdo (1516–1559) - anatomist italian, descoperitorul circulației pulmonare
- Crick, Francis - medic englez
- Crohn, Burrill (1884–1983) - gastroenterolog american, primul care a descris morbul Crohn
- Cushing, Harvey Williams (1869–1939) - nerochirurg și endocrinolog american, propune "proptocolul anestezic" (menținerea și monitorizarea presiunii arteriale și a frecvenței cardiace în timpul intervenției chirurgicale); sindromul "Cushing" îi poartă numele
- Czerny, Vincenz (1842–1916) - chirurg, cercetător oncolog

## D
- Dieffenbach, Johann Friedrich (1792–1847) - unul din părinții chirurgiei plastice
- Donders, Franz Cornelius (1818–1889) - unul din precursorii oftalmologiei moderne
- Domagk, Gerhard - medic german
- Drenckhahn, Detlev - histolog și anatomist la Universitatea Würzburg
- Drew, Charles R. (1904 - 1959) - pionier al transfuziei sanguine
- Duhamel, Georges - medic francez
- Dunbar, Helen Flanders (1902 - 1959) - importantă a medicinei psihosomatice americane

## E
- Ehrlich, Paul (1854–1915) - părintele chimioterapiei moderne
- Eijkman, Christiaan (1858 - 1930) - patologist, studiul maladiei beri-beri
- Ekbom, Karl (1907–1977) - neurolog suedez, descrie pentru prima dată sindromul lui Ekbom
- Wladimir Eliasberg (1887–1969) - psihoterapeut german, organizatorul primului Congres general al psihoterapeuților și unul din fondatoriiSocietății Medicale pentru Psihoterapie
- Erxleben, Dorothea Christiane (1715–1762) – una dintre primele femei-medic din Germania
- Esmarch, Friedrich von (1823–1908) - chirurg celebru, întemeietorul Societății de Prim-Ajutor din Germania
- Eustachio, Bartolomeo (1500/1513/1514? – 1574) – medic, anatomist italian, precursor al anatomiei moderne

## F
- Fabrizio, Girolamo (1537 – 1619) - anatomist italian, creatorul embriologiei moderne
- Fabry, Wilhelm - medic german
- Falloppio, Gabriele (1523 - 1562) - medic italian, alături de Bartolomeo Eustachio, Andreas Vesalius și Realdo Colombo,  unul din întemeietorii anatomiei moderne
- Fauchard, Pierre - pionier al stomatologiei moderne
- Ferrier, David (1843–1928) - neurolog britanic, primul care a dovedit că funcțiile organismului sunt comandate prin anumiți centri nervoși cerebrali
- Finkelstein, Heinrich (1865–1942) - pediatru german, precursor al neonatologiei
- Finsen, Niels Ryberg (1860–1904) - medic danez, fondatorul luminoterapiei
- Flatau,Edward (1868-1932)
- Fleming, Alexander (1881–1955) - medic scoțian, descoperitorul penicilinei
- Forßmann, Werner Otto Theodor (1904–1979) - medic german, deschizător de drumuri în domeniul maladiilor cardiace. În 1956, obține, împreună cu André Frédéric Cournand și Dickinson Woodruff Richards, Premiul Nobel pentru Medicină
- Fracastoro, Girolamo (1478 - 1553) - medic italian; bolile infecțioase, introducerea termenului de sifilis
- Freud, Sigmund (1856–1939) - neurolog austriac, fondatorul psihanalizei
- Frommel, Richard (1854–1912) - ginecolog austriac, pionier în domeniul tratării gravidității extrauterine, a descris sindromul Chiari-Frommel
- Fürbringer, Max (1846–1920) - anatomist, ornitolog, medic

## G
- Gajdusek, Daniel Carleton (n. 1923) - studiul maladiei Kuru[1], Premiul Nobel în 1976
- Garcia de Orta (1501 - 1568) - descoperire planre medicinale indiene, descrie holera
- Philippe Gaucher (1854–1918) - dermatolog francez; în 1882 a descris morbul Gaucher
- Gersdorff, Hans von - medic german
- Gersuny, Robert (1844–1924) - chirurg austriac, inovator în domeniul ginecologiei chururgicale
- Gibson, Thomas (1915–1993) - medic și cercetător scoțian, care s-a remarcat prin lucrări în domeniul transplantului de organe, imunologiei și chirurgiei plastice
- Goldstein, Baruch - medic evreu
- Golgi, Camillo (1843–1926) - histolog italian, descoperitorul a mai multor structuri celulare și tisulare; primește, în 1906, împreună cu Santiago Ramón y Cajal, Premiul Nobel pentru Medicină
- de Graaf, Reinier (1641–1673) – anatomist olandez; descoperiri în domeniul biologiei reproducerii
- Graefe, Albrecht von (1828–1870) - oftalmolog german, fondatorul acestei discipline în Germania
- Gray, Henry (1825–1861) - anatomist, chirurg și autorul lucrării de referință Henry Gray’s Anatomy of the Human Body
- Griesinger, Wilhelm (1817–1868) – întemeietorul psihiatriei materialiste
- Gütgemann, Alfred (1907–1985) - chirurg german; a realizat, în 1969, primul transplant de ficat din Germania
- Grote, Louis Ruyter Radcliffe (1886–1960) - medic, specialist în diabet, descoperitorul meloterapiei
- Alfred Gysi (1865–1957) – Schweizer Zahnmediziner, brachte 1909 den ersten Artikulator heraus, mit dem die Kieferbewegungen zufriedenstellend reproduziert werden konnten - stomatolog elvețian, cercetări asupra aparatului dento-maxilar

## H
- Haass, Friedrich Joseph (1780–1853) - oftalmolog german
- Karl-Otto Habermehl (1927–2005) - medic și virusolog german, elaborează mai multe metode pentru depistarea HIV sau a altor infecții virale
- Haeckel, Ernst - medic și anatomist german
- Hahnemann, Samuel (1755–1843) – medic german, fondatorul homeopatiei
- Hales, Stephen - medic englez
- Haller, Albrecht von - medic german
- Halsted, William Stewart (1852–1922) - chirurg american; contribuții în domeniul anesteziei locale
- Hanaoka, Seishū (1760–1835) - chirurg japonez, pionierat în utilizarea narcozei
- Harvey, William (1578 – 1657) - anatomist englez, a elaborat teoria modernă a circulației sângelui
- Ferdinand von Hebra (1816–1880) - dermatolog austriac, fondatorul teoriei științifice asupra bolilor dermatologice
- Helmholtz, Hermann von (1821–1894) - medic și fizician german, contribuții substanțiale în domeniul fiziologiei percepției
- Heim-Vögtlin, Marie (1845–1916) - prima femeie-medic din Elveția
- Heimlich, Henry (n. 1920) - inventatorul manevrei Heimlich
- Van Helmont Jan Baptista (1580 - 1644), medic, alchimist belgian
- Lawrence Joseph Henderson (1878–1942) - biochimist american
- Herrmann, Friedhelm - cercetător în domeniul oncologiei
- Herxheimer, Gotthold (1872–1936) – patolog german
- Herxheimer, Karl (1861–1942) – dematolog german, unul din descoperitorii reacției Jarisch-Herxheimer
- Herxheimer, Salomon (1841–1899) – dermatolog german
- Hoffmann, Erich (1868–1959) - dermatolog german, descoperitorul, în 1905, împreună cu Fritz Schaudinn, a agentului provocator al sifilisului
- Hufeland, Christoph Wilhelm (1762–1836) - medic și om de știință german, întemeietorul macrobioticii, contribuții de bază în domeniu medicinei preventive și al medicinei sociale
- Hunter, John - medic englez

## I
- Immisch, Friedrich (1826–1892)
- Issels, Josef (1907–1998) – medic german care a promovat așa-numita terapie Issels pentru tratarea cancerului

## J
- Jarisch, Adolf senior (1850–1902) – dermatolog austriac, unul dintre descoperitorii reacției Jarisch-Herxheimer
- Jarisch, Adolf junior - farmacolog austriac de numele căruia este legat reflexul Bezold-Jarisch
- Jaspers, Karl (1883–1969) - psihiatru, devenit ulterior filozof existențialist
- Jenner, Edward (1749–1823) – descoperitorul vaccinului împotriva variolei
- Jessenius, Jan (1566–1621) – medic slovac, pionier al anatomiei moderne
- Jianu, Amza

## K
- Kahn, Reuben Leon (1887–1979) – imunolog nord-american
- Katsch, Gerhardt (1887–1961) – internist și diabetolog german
- Killian, Gustav (1860–1921) - întemeietorul oto-rino-laringologiei germane, descoperitorul bronhoscopiei
- Franz Kiwisch von Rotterau (1814−1852) – fondatorul ginecologiei moderne germane
- Kleine, Friedrich Karl (m. 1951) - cercetător german al bolii somnului
- Klippel, Maurice (1858–1942) - neurolog francez, unul dintre primii care a descris sindromul Klippel-Trénaunay-Weber
- Koch, Robert (1843–1910) - microbiolog german, descoperitorul bacilului tuberculozei
- Kocher, Emil Theodor (1841–1917) - medic elvețian, lucrări în domeniul asepsiei rănilor și al glandei tiroide, pionier al chirurgiei faringiene
- Kohlrausch, Wolfgang (1888–1980) - medic sportiv și fiziolog, părintele gimnasticii medicale germane
- Koller, Carl (1857–1944) - medic de origine cehă, care a lucrat cu Sigmund Freud, precursor al utilizării anesteziei locale
- Korsakow, Sergei (1854–1900) - psihiatru rus, a descris tulburările nervoase datorate consumului excesiv de alcool
- Kossel, Albrecht (1853–1927) - medic sportiv și fiziolog german, studii importante în domeniul proteinelor și biochimiei
- Kraepelin, Emil (1865–1926) – psihiatru german, elaborează un sistem de clasificare a bolilor psihice
- Kreindler, Arthur - medic evreu
- Kronfeld, Arthur (1886–1941) - psiholog și psihiatru evreu, studii de filozofia științei
- Kübler-Ross, Elisabeth (1926–2004) - femeie-psihiatru americancă, de origine elvețiană, s-a ocupat de cei muribunzi
- Kuhn, Abraham (1838–1900) - medic alsacian și profesor de otologie

## L
- Laënnec, René - medic francez
- Lancisi, Giovanni Maria (1654 - 1720) - medic italian; realizează printre primele descrieri ale infarctului, anevrismului, arteriosclerozei.
- Landsteiner, Karl (1868 – 1943) - descoperitorul grupelor de sânge, Premiul Nobel în 1930
- Langenbeck, Bernhard von (1810–1887) – chirurg
- Larrey, Dominique-Jean - medic francez
- Laveran, Alphonse (1845–1922) - medic militar francez, descoperitor al agentului cauzator al malariei
- LeBon, Gustave - medic francez
- Lister, Joseph (1827-1912)

## M
- Henryk Makower (1904 - 1964)
- Malpighi, Marcello (1628-1694) - medic italian, fondatorul anatomiei microscopice, histologiei, anatomiei vegetale și fiziologiei comparative.
- Mattioli, Pietro Andrea (1501 - 1577) - medic, botanist italian
- Mayer, Julius Robert von
- Mikulicz, Johann von (1850-1905)
- Miller, Willoughby Dayton (1853-1907)
- Morgagni, Giovanni Battista (1682-1771) - medic italian, fondatorul anatomiei patologice
- Müller, Johannes (1801-1858)
- Munthe, Axel (1857 - 1949) - medic, psihiatru, scriitor suedez
- Murray, Joseph E. - medic american

## N
- Naismith, James - medic canadian (apoi american)
- Nicolle, Charles - medic francez

## P
- Paget, James (1814-1899)
- Palade, George Emil - biolog român
- Paré, Ambroise - medic francez
- Pasteur, Louis (1822-1895)
- Pavlov, Ivan
- Péan, Jules-Emile (1830-1898)
- Pesamosca, Alexandru  (1930-2011) - chirurg pediatru român
- Pirquet, Clemens von - medic austriac
- Popescu, Irinel- chirurg român

## R
- Ramón y Cajal, Santiago (1852-1934) - medic spaniol, unul dintre fondatorii neuroștiinței moderne
- Reil, Johann Christian - medic german
- Ross, Ronald (1857-1932)
- Rösslin, Eucharius - medic german

## S
- Sager, Oscar - medic evreu
- Salk, Jonas Edward (1914-1995)
- Santo, Mariano (1488 - 1577) - chirurg italian, precursor al urologiei moderne
- Santorio Santorio (1561 - 1636) - medic italian; primele studii în domeniul metabolismului
- Schnitzler, Arthur - medic evreu-austriac
- Sela, Michael - medic evreu
- Semmelweis, Ignaz (1818-1865)
- Senkevici, Iuri (1937 - 2003) - medic rus, studii biomedicale spațiale
- Sklifosovski, Nicolai (1836 - 1904) - medic rus (basarabean)
- Sydenham, Thomas (1624-1689)
- Sylvius, Franciscus (1614 - 1672) - medic olandez, pionier al chimiei clinice moderne

## T
- Trotula (c. 1200) - una dintre puținele femei-medic ale Evului Mediu; ginecologie, neonatologie

## V
- Valnet, Jean - medic francez
- Valverde de Amusco, Juan (c. 1525 - ?) - anatomist spaniol
- Vesalius, Andreas (1514-1564)
- da Vigo, Giovanni (1450 - 1525) - chirurg italian, unul din primii mari chirurgi militari
- Virchow, Rudolf (1821-1902)

## W
- Waldeyer, Heinrich Wilhelm (1836-1921)
- Wassermann, August von - medic german